# Blija
Blija (officieel, Fries: Blije, [’blɛ.i ̯ə]) is een dorp in de gemeente Noardeast-Fryslân, in de Nederlandse provincie Friesland. Het dorp ligt vlak bij de Waddenzee, tussen Ferwerd en Holwerd. De dorpskern ligt ten zuiden van de N357. Vroeger stond Blija bekend om de verbouw van vlas.
In 2023 telde het dorp 840 inwoners. In het postcodegebied van het dorp liggen de buurtschappen Boteburen, Oosterbeintum en Vaardeburen, dat aan de Blijaërvaart ligt.

## Geschiedenis
Het dorp is ontstaan op een terp, die enkele eeuwen voor de christelijke jaartelling bewoond werd. In de 13e eeuw werd de plaats vermeld als Blitha en Bytha, in 1418 als tho blia, in 1450 toe Blije en in in 1543 als Blij. De naam Bytha komt voor in de levensbeschrijving van de abt Fredericus van Hallum. De naam zou 'dorp in het slib' betekenen. Een andere betekenis kan een combinatie van Blij (rustig) en a (water); dus 'dorp aan rustig water', vergelijkend met Zweeuwse waternaam Blije.
Volgens de volkstelling van 1744 telde Blija 472 inwoners. Van der Aa komt rond 1840 op 990, en de Ensyklopedy fan Fryslân (1958) noemt 1250. In Blija zetelde het hoofdkantoor van het in 2018 opgeheven waterschap Blija Buitendijks.
Sinds 1999 is de officiële naam van het dorp het Friestalige Blije. Tot 2019 viel Blija onder de toenmalige gemeente Ferwerderadeel.

## Kerken

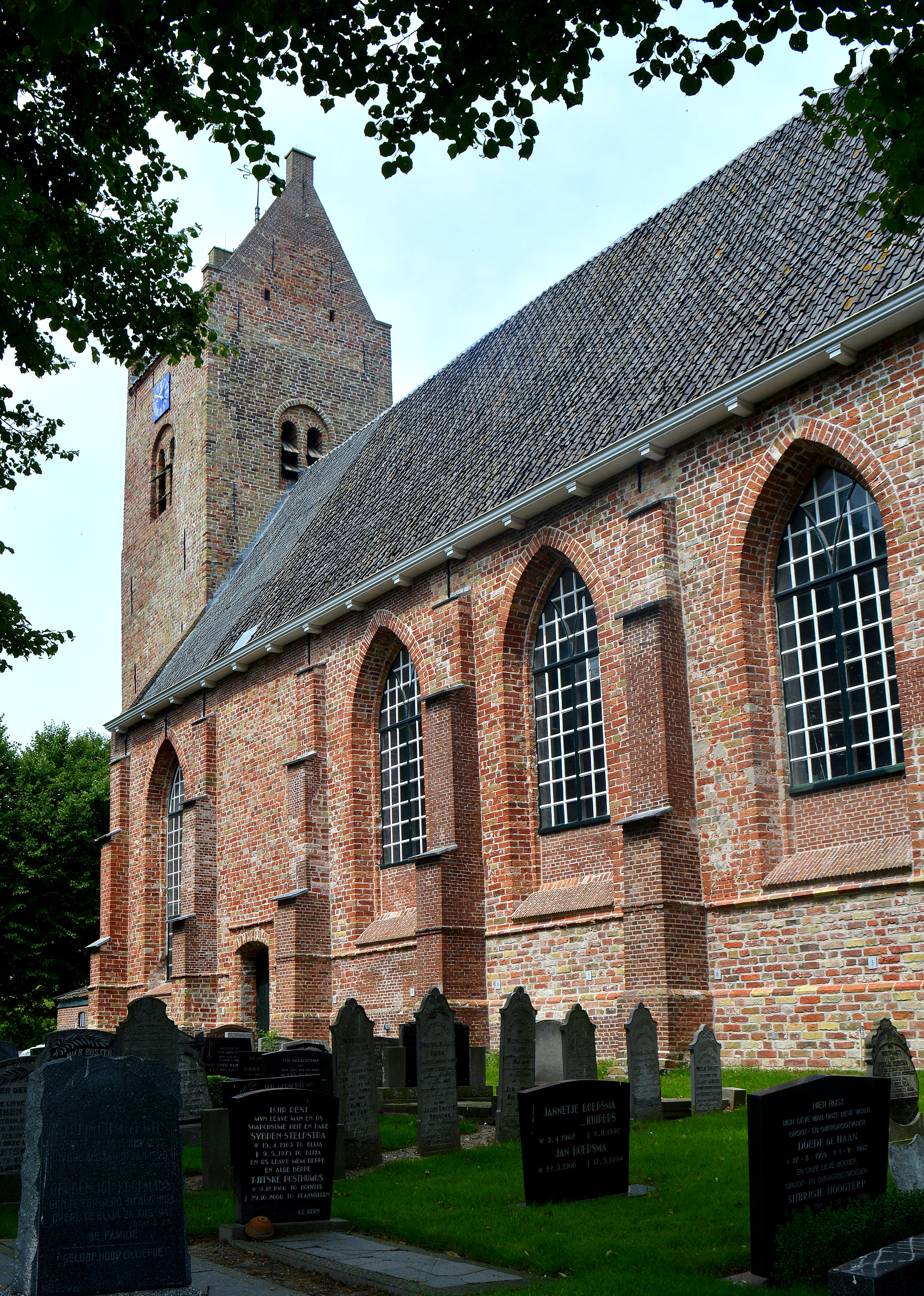
Nicolaaskerk

Het dorp kende meerdere kerken. De oudste is de Nicolaaskerk en was oorspronkelijk gewijd aan Nicolaas van Myra. De kerktoren dateert uit de 13e eeuw. In 1741 is de toren verlengd of is er een nieuw zadeldak opgezet. De kerk is laatgotisch en is rond 1540 gebouwd, ter vervanging van een oudere kerk. Het kerkmeubilair stamt uit de 18e eeuw.
In de kerk liggen enkele zerken uit de Renaissance, waaronder een portretzerk van Vincent Lucas. De Doopsgezinde kerk dateert uit 1807 maar in 1935 werd de kerk gesloten en omgebouwd met een voorhuis. Gereformeerde Kerk De Haven dateert uit 1960 en is nog wel in gebruik als kerk.
Op 3 december 1835 richtte Hendrik de Cock te Blija een Afgescheiden gemeente op, die in 1843 werd samengevoegd met die van Ferwerd. In 1860 werd opnieuw een afgescheiden gemeente opgericht. Deze is later weer opgegaan in de Gereformeerde Kerken in Nederland. In 1946 is in Blija een Vrijgemaakte Gereformeerde Kerk gesticht. Een groot aantal vrijgemaakten komen uit Blija of hadden er banden mee. De kerk van de kerkgemeenschap werd in 1950 in gebruik genomen.

## De Stinsen

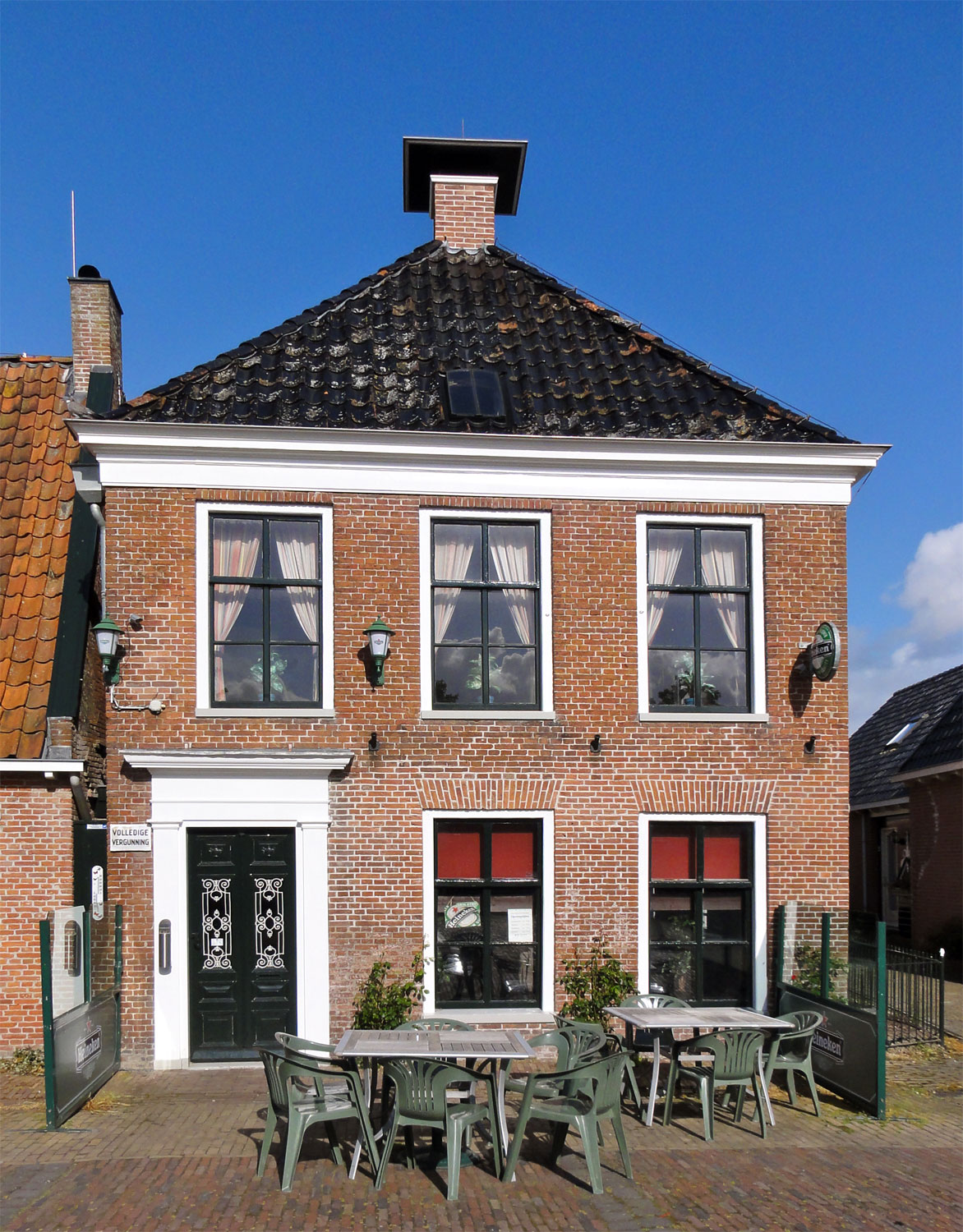
De Driespong

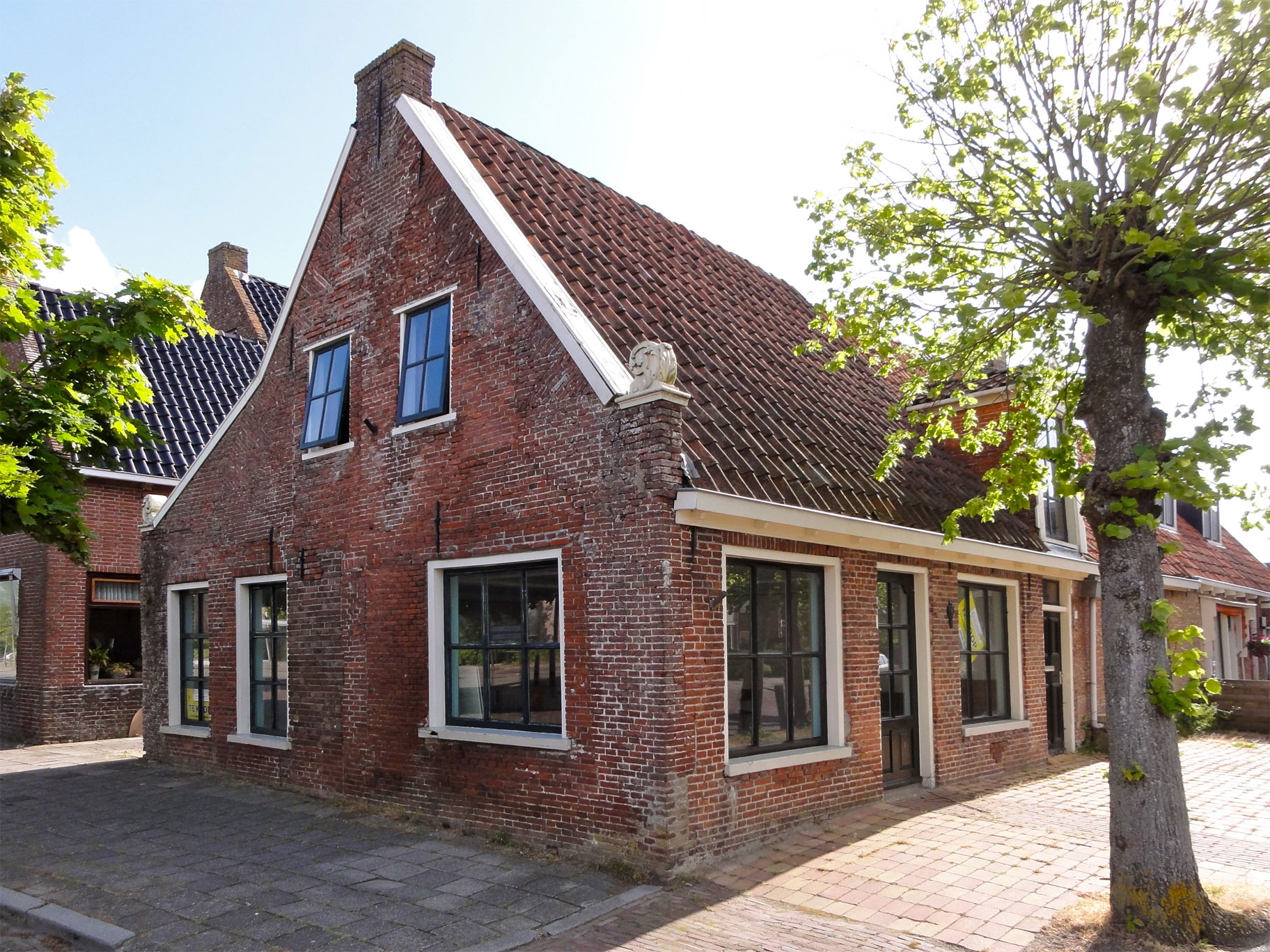
Rijksmonument

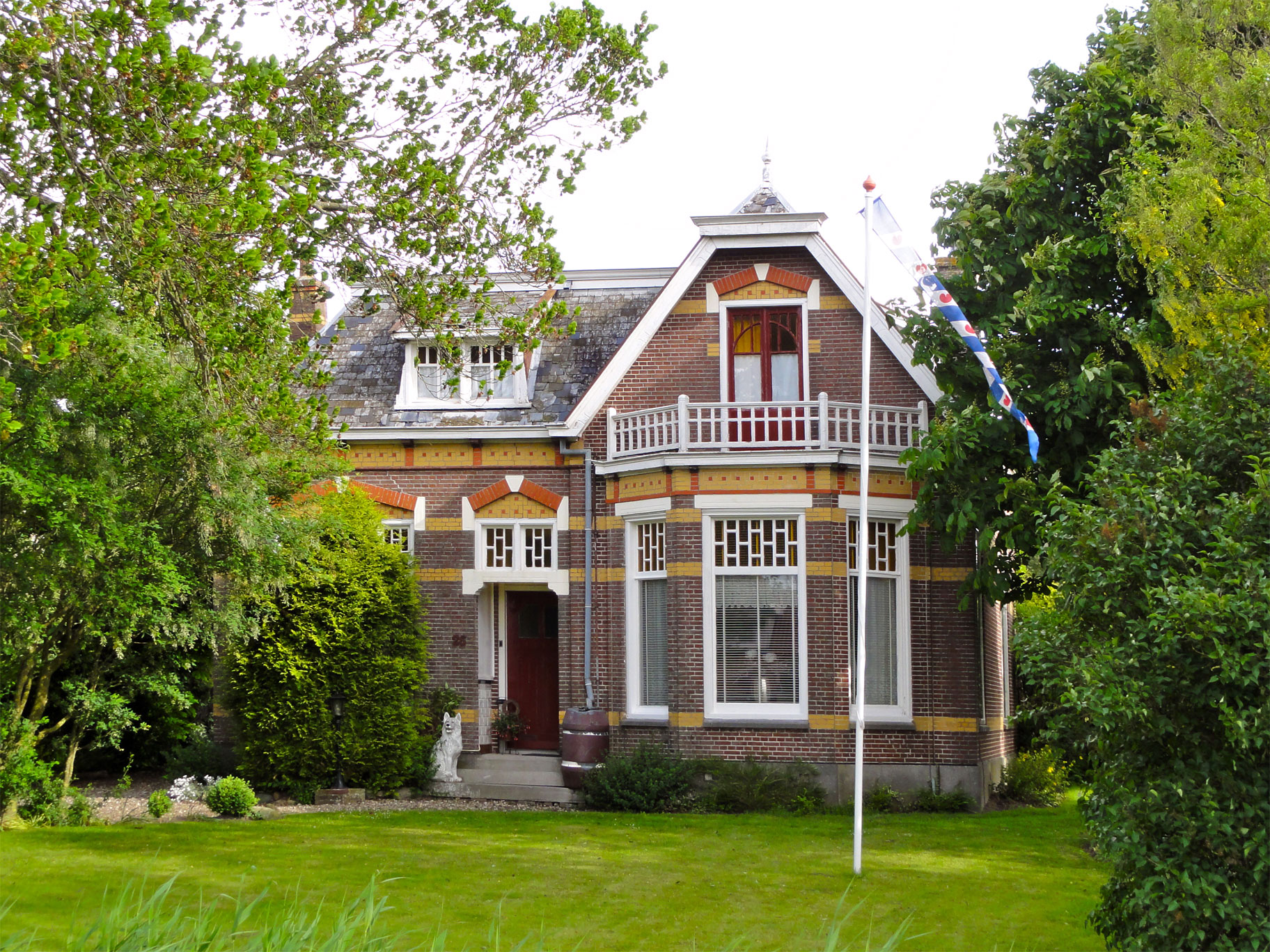
Voorstraat 26

Blija heeft vier stinsen gehad. Aebinga, Unema, Scheltema en Monsma. Van de laatste twee is niets meer bekend.
Van Aebinga is bekend dat Sjoerd van Aebinga in 1510 is getrouwd met Beits Humalda. Sinds die tijd noemden ze zich Aebinga van Humalda. Het geslacht is uitgestorven met de dood van Idsert Aebinga van Humalda (1754 - 1834). Aebinga van Humalda stond in de gunst bij koning Willem I en werd zo gouverneur van Friesland. Hij was geïnteresseerd in de Friese taal.
Van de Unema's is Janko van Unema bekend. Hij streed tegen de Saksen en keizer Karel V. Grote Pier heeft hem zelfs nog eens uit zijn gevangenschap moeten bevrijden. Later heeft hij zich onderworpen aan Karel V. Die vertrouwde het niet helemaal en zette Unema eerst maar eens een tijdje gevangen. In 1547 zijn de Unema's uitgestorven en is Unema State in handen van de Aylva's gekomen. Ook deze stinsen zijn afgebroken. De plaatsen waar de stinsen van Aebinga en Unema hebben gestaan zijn nog aan te wijzen.

## Sport
Blija heeft een kaatsvereniging, Us Nocht en sinds 1985 een voetbalvereniging, VV Blija. Jaarlijks vindt de autocrosswedstrijd Frije Cross Blije plaats.

## Cultuur
Het dorp heeft een dorpshuis, Fjildsicht geheten en is een dorpshuis plus. Verder heeft het dorp het Popkoor Blije.

## Onderwijs
Het dorp heeft een basisschool, de De Ikker geheten.

## Treinstation
Het dorp was een stopplaats aan de voormalige spoorlijn Leeuwarden - Anjum. Station Blija werd geopend op 22 april 1901 maar gesloten in de laatste maand van 1940. Het stationsgebouw is daarbij gespaard gebleven.

## Wandelroute
Door deze plaats lopen het Noorzeepad en het Friese Kustpad, beide deel van de Europese wandelroute E9.

## Geboren in Blija
- Wiebe van Dijk (1889-1978), predikant en zendeling op Soemba
- Watse Cuperus (1891-1966), schrijver
- Jacobus Johannes Westendorp Boerma (1901-1970), historicus
- David Cornel DeJong (1905-1967), schrijver
- R.E.H. Westendorp Boerma (1911-1983), latinist en hoogleraar Latijn
- Johannes Siderius (1922-1989), politicus